# Diosma passerinoides
Diosma passerinoides là một loài thực vật có hoa trong họ Cửu lý hương. Loài này được Steud. mô tả khoa học đầu tiên năm 1830.